# Santes
Santes település Franciaországban, Nord megyében. Lakosainak száma 5656 fő (2022. január 1.). Santes Hallennes-lez-Haubourdin, Beaucamps-Ligny, Haubourdin, Houplin-Ancoisne, Wavrin és Gondecourt községekkel határos.

## Népesség
A település népessége az elmúlt években az alábbi módon változott:
| Lakosok száma | 5698 | 5811 | 5821 | 5724 | 5668 | 5608 | 5663 | 5660 | 5656 |
|               | 2013 | 2015 | 2016 | 2017 | 2018 | 2019 | 2020 | 2021 | 2022 |